# ぼく、オタリーマン。
『ぼく、オタリーマン。』は、よしたにによる日本の漫画作品。29歳の独身・彼女なし・ちょっぴりオタクというシステムエンジニアの執筆者・よしたに本人の実録に近い漫画作品で、ギャグ漫画であるものの4コマではなく1ページ完結の形態をとっている。

## 概要
よしたにが運営する「ダンシング☆カンパニヰ」（ダンカン）のウェブコミックが原作で、これらに書きおろしを加えて「ぼく、オタリーマン。」という題名をつけて中経出版（現在はKADOKAWAの社内カンパニー）から出版された。
書籍化は2007年とウェブサイト発の本としては比較的後発である。版元の中経出版はビジネス書や学習参考書を主力とする出版社で漫画出版の経験はなかったが、同社の編集者が絵日記サイトのコミュニティを通じてよしたにと知人であったため出版の話が進んだ。書店では、コミックではなくビジネス・一般書籍として扱う営業戦略をとっている。これは「同じサラリーマンに読んでもらいたい」「コミックが別のコーナーにあれば目立つ」ためだという。

## 単行本
- よしたに『ぼく、オタリーマン。』中経出版、既刊6巻

1. 2007年3月22日発売、ISBN 978-4-8061-2675-1
初版2万部、発売1ヶ月で30万部[2]。
2. 2007年9月10日発売、ISBN 978-4-8061-2822-9
シリーズ累計65万部を突破。
3. 2008年3月29日発売、ISBN 978-4-8061-2988-2
4. 2009年6月5日発売、ISBN 978-4-8061-3379-7
5. 2011年3月25日発売、ISBN 978-4-8061-3991-1
6. 2013年2月25日発売、ISBN 978-4-8061-4645-2

- 『ぼく、オタリーマン。DX』（中経の文庫、2011年12月27日） ISBN 978-4-8061-4274-4

国外では韓国、中国でも出版されているが、2008年11月に出版された大元メディア版と、2010年6月に出版されたスペクトラムブックス版の2種類が存在する。いずれもタイトルが異なっている。

## OVA
2010年1月29日にFlashアニメとしてOVAが発売された。

### 声の出演
- よしたに - 宮野真守
- ナレーション&源さん - 釘宮理恵
- コクブさんとか - 柳田淳一
- 課長とかメガネとか - 森田則昭
- 後輩女とか司会女とか - 内田真礼[3]

- 同僚女とか - 矢野明日香
- 後輩男Aとか - 小田久史
- 後輩男Bとか - 藤田大助
- ミッキー三木
- 山本小百合
- 越谷の男 - よしたに（特別出演）
- イケメンとか - 宮野真守
- ふぐぅぅ～とか - 釘宮理恵
- 同僚女 - 賀藤彩子（オーディション）

劇中劇
- ょぅι゛ょ - 山本小百合
- ネス・チャン - 釘宮理恵

### スタッフ
- 監督・絵コンテ・脚本 - 芦名みのる（すたじおぷYUKAI）
- アニメーション監督・作画監督 - たけはらみのる（すたじおぷYUKAI）
- 特別作画 - いぬぶろ（第2話）
- 劇中劇「ロリ覇道」 - tigo（第2話）
- 原作 - よしたに
- 製作 - 国宇克信、大橋孝史
- プロデューサー - 石川真吾、牧大哲、川島正規
- 音楽 - イシバシミノル、ミッキー三木
- 音響監督 - 芦名みのる
- 製作 - 「ぼく、オタリーマン。」製作委員会（リバプール、パンダ工場）
- 制作 - パンダ工場、スタジオぷYUKAI

### 主題歌
オープニングテーマ「No Reason」
作詞・作曲 - ミッキー三木 / 歌手 - 片霧烈火 meets 出銭☆リゾット

### サブタイトル
第1話
- 001 ぼくと後輩
- 002 ぼくと上司
- 003 ぼくとゲーム
- 004 ぼくと人間関係
- 005 ぼくと家事

第2話
- 006 ぼくとファッション
- 007 ぼくとファッション・2
- 008 ぼくと女性関係
- 009 ぼくとH
- 010 ぼくと休日

## ドラマCD
2010年2月27日にはキャラアニからドラマCDが発売された。

### 声の出演（ドラマCD）
- よしたに：宮野真守
- 源さん：釘宮理恵
- ム○ゴロウさん：坂東尚樹
- お客様A：井口裕香
- 先輩：一条和矢
- 山上くん：塩野勝美
- 同僚：阿部敦
- あいつ（上司）：杉野博臣
- K嶋：高橋伸也
- アサミ：真田アサミ
- ヨーコ：岡嶋妙
- 図書委員：堀江由衣
- 彼女：阿澄佳奈
- 森山くん：平川大輔
- 後輩（女）：花澤香菜